# Pögritzmühle

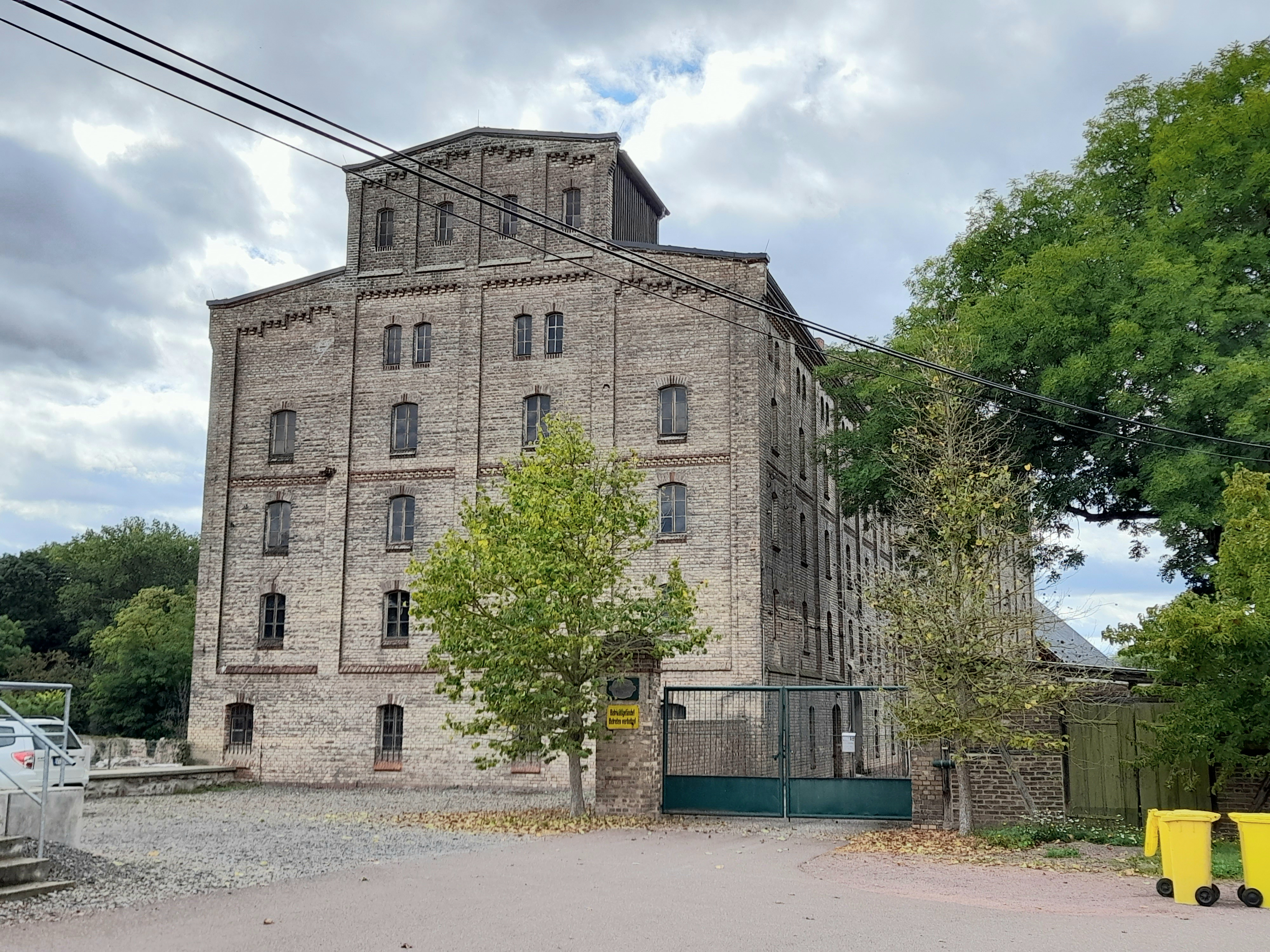
Pögritzmühle in Wettin

Die Pögritzmühle ist eine industrielle  Mühlenanlage des beginnenden 20. Jahrhunderts an historischem Mühlenstandort an der Saale im Ortsteil Wettin der Stadt Wettin-Löbejün in Sachsen-Anhalt. Im örtlichen Denkmalverzeichnis ist die Mühle unter der Erfassungsnummer 094 55446 als Baudenkmal verzeichnet.

## Geschichte
Die Wassermühle wurde um 1155 durch das Kloster Petersberg, ein Augustiner-Chorherren-Stift, unter Propst Ekkehard von Petersberg errichtet. In einer Urkunde vom 30. November 1156 findet die Mühle Erwähnung als Besitzbestätigung für das Stift auf dem Petersberg durch Markgraf Konrad dem Großen aus dem Adelsgeschlecht der Wettiner. 
1476 wurde die Mühle an die Brüder von Ammendorf und denen Aus dem Winkel übertragen, nachdem sie zuvor stets von den Wettinern als Lehen vergeben worden war.
Mit der Säkularisation wurde sie 1543 vom Kurfürsten Moritz von Sachsen aus dem Haus der albertinischen Wettiner an Wolf und Caspar Aus dem Winkel als Mannlehen verliehen. Dieses Geschlecht besitzt die Mühle bis zu seinem Weggang aus Wettin im Jahr 1794. Mitte des 18. Jahrhunderts hatte die Mühle nach Dreyhaupt sechs Mahlgänge und war eine Schneide- und Ölmühle wie auch eine Walkmühle. Nachfolgende Besitzer bzw. Lehnsträger sind die Reichsgräfin von Marode (1794 bis 1803) und Prinz Christian Friedrich von Preußen (1803 bis 1813). 
1813 wird die Mühle preußischer Domänenbesitz. Sie wird jedoch, von der Domäne getrennt,  selbständig verpachtet. Im 19. Jahrhundert galt sie als ausgezeichnete Ölmühle und verfügte außer über Wohnhaus und Wirtschaftsgebäuden noch über zwei Gärten, hatte Gras- und Obstnutzung auf dem Mühlenwerder sowie Fischgerechtigkeit im Mühlgraben.
Die Mühle in ihrer heutigen Form entstand im Wesentlichen als Industriemühle in den Jahren 1904 bis 1907. 1908 wurden zwei Francis-Turbinen mit je 90 PS eingebaut; 1949 neun Doppelwalzenstühle eingerichtet. 1991 erfolgte die Stilllegung der Mühle. Heute wird in der Mühle über moderne Anlagen mittels Wasserkraft Elektroenergie erzeugt. In den ehemaligen Speichern befinden sich Ausstellungsräume des Kulturvereins Wettin, der auf dem Mühlengelände auch Veranstaltungen durchführt und Besichtigungen der Mühle anbietet.

## Namensgebung
Nach Schultze-Galléra leitet sich der Name von einer Wüstung, einer alten Slawensiedlung namens Podgrodice, ab. Laut der Urkunde von 1156 bestätigt Markgraf Konrad dem Kloster Petersberg 14 Hufen Land im Dorfe Pothegrodice. Der Name bedeute „die unter der Burg Wohnenden“ (Pothegrodice, 1145) bzw. „die unter dem Berg Wohnenden“ (Podgrodice).
Nach Neuß stammt der Name vermutlich jedoch nicht von einer Wüstung ab, sondern der Name leitet sich vom sorbischen Podegroditz, was unter der Burg bedeutet, her (vgl. niedersorbisch pód = ‚unter‘, grod = „Burg“). Dabei soll es sich um eine von der Burg aus entstandenen Vorstadt, die bis ins 18. Jahrhundert urkundlich belegt ist, handeln.